# Katarína Hasprová
Katarína Hasprová, född 10 september 1972 i Bratislava, är en slovakisk sångerska och musikalartist.
Katarína Hasprová är dotter till regissören Pavol Haspra och den välkända skådespelerskan Soňa Valentová. Hon studerade musik vid Janáčekakademin i Brno och flyttade efter examen till Prag. Hon fick där roller i flera musikaler som Dracula, West Side Story och Hair.
Hasprová representerade Slovakien i Eurovision Song Contest 1998 med bidraget Modlitba. Bidraget kom på tjugoförsta plats med 8 poäng från Kroatien. Hon släppte sitt debutalbum, Katarína Hasprová, 1999.

## Diskografi
- Katarína Hasprová (1999)
- Chvíľu so mnou leť (2002)
- Priznam sa… (2009)